# Kazimierz Szembek
Kazimierz Szembek (zm. 1794) – generał adiutant króla, miecznik oświęcimski i zatorski.
Był ziemianinem z Wielkopolski, oficerem wojsk koronnych. W 1767 generał adiutant w Kancelarii Wojskowej Stanisława Augusta Poniatowskiego. 